# Cappella Maggiore
Cappella Maggiore este o comună din provincia Treviso, regiunea Veneto, Italia, cu o populație de 4.645 locuitori (1 ianuarie 2023) și o suprafață de 11,09 km².

## Demografie
Cappella Maggiore - evoluția demografică

|  | Graficele sunt indisponibile din cauza unor probleme tehnice. Mai multe informații se găsesc la Phabricator și la wiki-ul MediaWiki. |

Date: Recensăminte sau birourile de statistică - grafică realizată de Wikipedia